# Лебедева, Елизавета Николаевна
Лизавета (Елизавета) Николаевна Лебедева (9 октября 1887 г. Якутск — 17 февраля 1908, Лисий Нос (ныне: в черте Петербурга), Российская империя) — террористка, участница революционного движения в Российской империи в начале XX века, член Северного боевого летучего отряда.

## Биография
- Отец — секретарь духовной консистории Якутской епархии Николай Аркадьевич Лебедев (ум. в 1913 г.)[1]
- Выпускница женской гимназии г. Якутска,
- Слушательница высших женских курсов в Петрограде;
- В 1905 — член кружка учащихся под названием «Светоч» (под руководством народника Ионова Всеволода Михайловича)[1];
  - Кружок «Светоч» был создан в конце 1905 г. и действовал под руководством В. М. Ионова, народника, в 1883—1895 гг. отбывавшего ссылку в Баягантийском и Ботурусском улусах, а с 1904 г. проживавшего в Якутске, и учителя Н. Е. Афанасьева, местного жителя, сочувствующего идеям эсеров. Наиболее активными членами этого кружка стали Е.Лебедева, С. и Ф.Москвины, И.Резников, Л.Широкова[2]
- В 1908 на судебном процессе под именем — неизвестная «Казанская»[3] приговорена к смертной казни через повешение за попытку покушения на министра юстиции Ивана Григорьевича Щегловитова (1861—1918).
- Казнь Л. Лебедевой отражена в повести Леонида Андреева «Рассказ о семи повешенных», где она выведена под именем Муси[4]